# Tubiacanga
Tubiacanga é um bairro da zona norte da cidade do Rio de Janeiro. Fica localizado dentro da Ilha do Governador, nos limites do bairro do Galeão.
É um dos bairros menos conhecidos da Ilha do Governador, junto a uma das cabeceiras da pista mais nova do Aeroporto Internacional do Galeão. Nem sempre foi essa a sua localização e, originalmente, ficava junto à Praia de São Bento, em paralelo à Estrada do Galeão.

Em Tubiacanga também se localiza um dos melhores pontos de fotografias de aviões do Aeroporto do Galeão, o Morrinho do GIG Airport.